# 602 Marianna
602 Marianna eller 1906 TE är en stor asteroid i huvudbältet, som upptäcktes 16 februari 1906 av den amerikanske astronomen Joel Hastings Metcalf i Taunton.
Asteroiden har en diameter på ungefär 110 kilometer.